# Gliese 250
Gliese 250 (GJ 250 / HD 50281 / HIP 32984) es un sistema estelar situado en la constelación de Monoceros —el unicornio—, al noreste de M50, sur de δ Monocerotis y suroeste de Procyon (α Canis Minoris).
Gliese 250 es una estrella binaria, cuya componente principal, Gliese 250 A (LHS 1875), es una enana naranja de magnitud aparente +6,57 y tipo espectral K3V.
Su masa equivale al 80% de la masa solar y su radio, menor que el del Sol, es aproximadamente un 78% del mismo.
Su luminosidad tan sólo supone el 14,6% de la luminosidad solar.
La estrella secundaria, Gliese 250 B (LHS 1876), es una enana roja de tipo M2.5V con magnitud aparente +10,05.
Sus parámetros de masa y diámetro son aproximadamente la mitad de los del Sol, siendo su luminosidad de 0,0058 soles, un 4% de la que tiene la estrella principal. La separación entre las componentes A y B es de 58 segundos de arco, que a la distancia estimada de 28,4 años luz de la Tierra, equivale a poco más de 500 UA.
Los sistemas más próximos a Gliese 250 son LHS 1951, a 7,6 años luz, binaria compuesta por dos enanas rojas, y Gliese 283, sistema binario formado por una enana blanca y una enana roja, distante 8,1 años luz.